# Grauw oorzwammetje
Het grauw oorzwammetje (Crepidotus autochthonus) is een schimmel in de familie Crepidotaceae. Hij leeft saprotroof, terrestrisch, soms op hout in loofbossen op voedselrijke grond.

## Kenmerken
De sporen meten 7-9 × 5-6 (Q=1,33 tot 1,63). Er zijn gespen aanwezig op de septen van de hyfen.

## Verspreiding
In Nederland komt het grauw oorzwammetje zeer zeldzaam voor. Hij staat op de rode lijst in de categorie 'ernstig bedreigd'.